# Vittorio Pepoli
Vittorio Pepoli, nato Victor (Arad, 4 ottobre 1911 – ...), è stato un calciatore rumeno, di ruolo attaccante.

## Carriera
In patria militò nel CA Arad e nell'AMEF Arad, club con cui ottenne il quinto posto del Gruppo 2 della Divizia A 1932-1933.
Trasferitosi in Italia, militò nel Genova 1893, club con cui esordì in Serie A il 5 novembre 1933 nel pareggio dei rossoblu a reti bianche contro il Livorno. In quell'annata scese complessivamente in campo 4 volte.
Ha giocato in massima serie anche con la maglia del Palermo, collezionando 5 presenze e 3 reti tra il 1934 ed il 1937.